# Ozarba cyanopasta
Ozarba cyanopasta là một loài bướm đêm trong họ Noctuidae.